# Shahrestān-e Torqabeh Shāndīz
Shahrestān-e Torqabeh Shāndīz (persiska: شهرستان طرقبه شانديز, طرقبه شانديز, شهرستان بينالود, بينالود), tidigare Shahrestan-e Binalud, är en delprovins (shahrestan) i Iran.   Den ligger i provinsen Razavikhorasan, i den nordöstra delen av landet, 700 km öster om huvudstaden Teheran.
Delprovinsen hade 69 640 invånare 2016.